# 251621 Lüthen
251621 Lüthen è un asteroide della fascia principale. Scoperto nel 2009, presenta un'orbita caratterizzata da un semiasse maggiore pari a 2,4652000 UA e da un'eccentricità di 0,1340778, inclinata di 6,97548° rispetto all'eclittica.
L'asteroide è dedicato all'astronomo amatoriale tedesco Hartwig Lüthen.